# Islas del Príncipe Eduardo
Las islas del Príncipe Eduardo (en inglés: Prince Edward Islands) son dos pequeñas islas en el sur del océano Índico que son políticamente parte de la provincia Occidental del Cabo de Sudáfrica. Las islas tienen por nombre isla Marión y la isla Príncipe Eduardo. Los únicos habitantes humanos de las islas son el personal meteorólogo y biólogo de la estación de investigación controlada por el Programa Nacional Antártico Sudafricano en la isla Marión.

## Geografía y geología
La isla Marión es la más grande de las dos islas, tiene aproximadamente 19 km (12 millas) de longitud y 12 kilómetros de anchura, con una superficie de 290 km² y una línea de la costa de aproximadamente 72 kilómetros, la mayor parte de la cual son acantilados. El punto más alto de la isla Marión es el pico Mascarín (anteriormente State President Swart Peak), alcanzando los 1242 m s. n. m. Existen varios islotes y rocas, como la roca Boot a aproximadamente 150 metros de la costa norte.
La isla Príncipe Eduardo es mucho más pequeña, de una superficie de 45 km² a aproximadamente 12 millas náuticas (19 kilómetros) al noreste de la isla Marión. En el noroeste de la isla se encuentra el pico Von Zinderen Bakker, alcanzando una altitud de 672 metros. Existen varios islotes y rocas a lo largo de la costa norte, como la roca Ship a 100 metros, al norte del cabo más septentrional y la roca Ross a 500 metros (1650 pies), de la orilla.
El archipiélago está aproximadamente a 1770 km al sudeste de Puerto Elizabeth, Sudáfrica, en el continente africano.
Ambas islas son de origen volcánico. La isla Marión es uno de los picos submarinos más grandes, es un volcán en escudo que se eleva aproximadamente 5000 m desde el fondo del mar a la cima de pico de Mascarin. El volcán, se pensaba, que estaba extinto, pero estalló en 1980 y ahora es clasificado como activo.

## Clima
Las islas se encuentran directamente sobre el camino de las depresiones que se desplazan hacia el este durante todo el año, esto les da un clima excepcionalmente fresco y agradable, la fuerza de los vientos y su dirección es del noroeste, predominante casi todos los días del año. La precipitación anual tiene un promedio de 2400 mm, hasta llegar a los 3000 mm sobre el pico de Mascarin. Llueve por regla general 320 días por año (aproximadamente 28 días por mes) y las islas están entre los sitios más nublados en el mundo: aproximadamente 1300 horas de sol por año sobre el resguardado lado este de la isla Marión, pero sólo unas 800 horas cerca de las costas occidentales de la isla Marión y la isla Príncipe Eduardo.
El verano y el invierno no son notablemente diferentes, con vientos fríos y amenaza de nieve o helada en cualquier momento del año. Sin embargo, la temperatura en febrero es de 8.3 ℃ (en pleno verano) y en agosto es de 3.9 °C (en pleno invierno).
| Parámetros climáticos promedio de Isla Marión | Parámetros climáticos promedio de Isla Marión | Parámetros climáticos promedio de Isla Marión | Parámetros climáticos promedio de Isla Marión | Parámetros climáticos promedio de Isla Marión | Parámetros climáticos promedio de Isla Marión | Parámetros climáticos promedio de Isla Marión | Parámetros climáticos promedio de Isla Marión | Parámetros climáticos promedio de Isla Marión | Parámetros climáticos promedio de Isla Marión | Parámetros climáticos promedio de Isla Marión | Parámetros climáticos promedio de Isla Marión | Parámetros climáticos promedio de Isla Marión | Parámetros climáticos promedio de Isla Marión |
| Mes                                           | Ene.                                          | Feb.                                          | Mar.                                          | Abr.                                          | May.                                          | Jun.                                          | Jul.                                          | Ago.                                          | Sep.                                          | Oct.                                          | Nov.                                          | Dic.                                          | Anual                                         |
| --------------------------------------------- | --------------------------------------------- | --------------------------------------------- | --------------------------------------------- | --------------------------------------------- | --------------------------------------------- | --------------------------------------------- | --------------------------------------------- | --------------------------------------------- | --------------------------------------------- | --------------------------------------------- | --------------------------------------------- | --------------------------------------------- | --------------------------------------------- |
| Temp. máx. abs. (°C)                          | 23.8                                          | 22.9                                          | 21.8                                          | 18.4                                          | 18.4                                          | 14.8                                          | 13.5                                          | 16.2                                          | 15.9                                          | 17.5                                          | 19.2                                          | 20.0                                          | 23.8                                          |
| Temp. máx. media (°C)                         | 10.6                                          | 10.9                                          | 10.6                                          | 9.2                                           | 7.9                                           | 7.3                                           | 6.6                                           | 6.3                                           | 6.6                                           | 7.7                                           | 8.8                                           | 9.8                                           | 8.5                                           |
| Temp. media (°C)                              | 7.2                                           | 7.7                                           | 7.4                                           | 6.2                                           | 5.1                                           | 4.7                                           | 4.1                                           | 3.7                                           | 3.8                                           | 4.5                                           | 5.3                                           | 6.3                                           | 5.5                                           |
| Temp. mín. media (°C)                         | 4.8                                           | 5.3                                           | 5.0                                           | 3.8                                           | 2.8                                           | 2.2                                           | 1.7                                           | 1.2                                           | 1.4                                           | 2.0                                           | 2.8                                           | 3.8                                           | 3.1                                           |
| Temp. mín. abs. (°C)                          | -1.4                                          | -1.4                                          | -1.1                                          | -2.2                                          | -3.0                                          | -6.0                                          | -6.0                                          | -5.5                                          | -6.5                                          | -4.7                                          | -3.1                                          | -1.5                                          | -6.5                                          |
| Precipitación total (mm)                      | 219                                           | 195                                           | 216                                           | 219                                           | 232                                           | 204                                           | 194                                           | 187                                           | 183                                           | 170                                           | 170                                           | 203                                           | 2399                                          |
| Días de precipitaciones (≥ 1.0 mm)            | 21                                            | 18                                            | 19                                            | 20                                            | 22                                            | 23                                            | 23                                            | 22                                            | 21                                            | 19                                            | 19                                            | 20                                            | 247                                           |
| Horas de sol                                  | 160.4                                         | 134.7                                         | 114.2                                         | 90.8                                          | 82.1                                          | 57.5                                          | 65.9                                          | 91.7                                          | 103.9                                         | 137.7                                         | 159.1                                         | 159.9                                         | 1357.9                                        |
| Humedad relativa (%)                          | 83                                            | 84                                            | 84                                            | 84                                            | 85                                            | 86                                            | 85                                            | 84                                            | 83                                            | 82                                            | 82                                            | 83                                            | 84                                            |
| Fuente: NOAA                                  |                                               |                                               |                                               |                                               |                                               |                                               |                                               |                                               |                                               |                                               |                                               |                                               |                                               |